# Felix Hoefner
Felix Hoefner, auch Höfner, (* 1986 in Bamberg) ist ein deutscher Schauspieler.

## Leben
Felix Hoefner wuchs in einem kleinen fränkischen Dorf in der Nähe von Bamberg in einem reinen Frauenhaushalt auf. Er durchlief mehrere Fußball-Jugendmannschaften, gehörte zur Bayernauswahl der U-14-Junioren-Mannschaft und wollte ursprünglich Profi-Fußballer werden.
Sein Schauspielstudium absolvierte er von 2010 bis 2014 an der Theaterakademie Köln. Seinen ersten Bühnenerfolg hatte er bereits während seiner Ausbildung am Kölner „Nö Theater“ mit der Hauptrolle des Felix in dem politischen Theaterstück V wie Verfassungsschutz, das unter anderem mit dem Kurt-Hackenberg-Preis und dem Kölner Theaterpreis ausgezeichnet wurde. Seit 2012 ist Hoefner festes Mitglied des „Nö-Theater“-Kollektivs.
Er ist als Schauspieler insbesondere in der freien Kölner Theaterszene aktiv mit Gastspielen am „Horizont Theater“, am „Orangerie-Theater“ im Volksgarten, am „Freien Werkstatt Theater“ und am „Theater am Sachsenring“.
2016/17 gastierte er am Kleinen Theater in Bad Godesberg und am Schlosstheater Neuwied als Raskolnikow in Schuld und Sühne in einer Produktion der Landesbühne Rheinland-Pfalz.
Seit 2017 ist er Ensemblemitglied der Rainbacher Evangelienspiele in Österreich. In der Spielzeit 2017/18 war er in Inside AfD am „Theater Tiefrot“ in Köln sowie am „Polittbüro Hamburg“ zu sehen. Seit Herbst 2018 ist er mit dem Theaterstück Willkommen bei den Hartmanns in einer Produktion der Konzertdirektion Landgraf auf Deutschland-Tournee, bei der er unter der Regie von Michael Bleiziffer den Assistenzarzt Tarek spielt.
Hoefner ist auch in Film- und Fernsehrollen zu sehen. in der 19. Staffel der ZDF-Krimiserie SOKO Köln (2022) übernahm er eine der Episodenrollen als Ehemann einer tatverdächtigen, alkoholkranken Medizinischen Fachangestellten.
Felix Hoefner ist Mitglied im Bundesverband Schauspiel und lebt in Köln.

## Filmografie (Auswahl)
- 2020: Unter Freunden stirbt man nicht (Fernsehserie)
- 2020: Unbroken (Fernsehserie)
- 2021: Bettys Diagnose (Fernsehserie, zwei Folgen)
- 2022: SOKO Köln: Der gute Doktor (Fernsehserie, eine Folge)